# Église Saint-Cyr-et-Sainte-Juliette de Saint-Cirgues-de-Jordanne
L'église Saint-Cyr-et-Sainte-Juliette est une église située en France sur la commune de Saint-Cirgues-de-Jordanne, dans le département du Cantal en Auvergne.

## Localisation
L'église est située sur la D 17, à Saint-Cirgues-de-Jordanne.

## Description
C'est une église romane à clocher peigne, percé de quatre petites fenêtres ornées de cloches. Devant l'entrée latérale, se trouve une croix qui est aussi le monument aux morts de la commune.

## Historique
Le chœur et l'abside datent de l'époque romane au XIIe siècle, tandis que la nef et les chapelles qui la flanquent remontent au XVe siècle. Elle a été remaniée au XIXe siècle. Elle est inscrite à l'Inventaire supplémentaire des monuments historiques, par arrêté du 30 janvier 1986.